# Nika Vodan
Nika Vodan, geborene  Križnar (* 9. März 2000 in Škofja Loka) ist eine slowenische Skispringerin. Bei den Olympischen Winterspielen in Peking gewann sie Gold mit dem slowenischen Mixed-Team und Bronze im Einzelwettbewerb. In der Saison 2020/21 gewann sie den Gesamtweltcup, was ihr als erste Slowenin gelang.

## Werdegang
Nika Križnar gab ihr internationales Debüt im Januar 2013 bei einem Alpencup in Žiri. Bei den Nordischen Skispielen der OPA 2015 in Seefeld in Tirol gewann sie mit dem Team Silber.
Im August 2015 gab die damals 15-Jährige in Oberwiesenthal ihr Debüt im Continental Cup. Einen Monat später feierte sie in Einsiedeln einen Doppelsieg im Alpencup. Als jüngste slowenische Starterin gab Križnar am 13. Februar 2016 beim Wettkampf von der Logarska dolina in Ljubno ihr Debüt im Skisprung-Weltcup und konnte als 14. ihre ersten Weltcuppunkte sammeln. Am Folgetag holte sie als Zwölfte erneut Punkte. Bei den Nordischen Junioren-Skiweltmeisterschaften 2016 in Râșnov belegte sie den siebten Rang im Einzel und wurde mit der slowenischen Mannschaft Weltmeisterin im Mixed-Teamwettbewerb.
Am 16. Juli 2016 debütierte Križnar in Courchevel im Sommer-Grand-Prix und holte als 25. direkt ihre ersten Punkte. Im darauffolgenden Winter sprang sie im Weltcup regelmäßig in die Punkteränge mit zwei 16. Plätzen als bestes Ergebnis. Bei den Junioren-Weltmeisterschaften 2017 im US-amerikanischen Park City holte sie die Bronzemedaille im Einzel, die Silbermedaille mit der slowenischen Mannschaft und die Goldmedaille mit dem slowenischen Mixed-Team. Beim Europäischen Olympischen Winter-Jugendfestival 2017 in Erzurum holte sie die Silbermedaille im Einzelwettbewerb hinter Romane Dieu. Bei den Nordischen Skiweltmeisterschaften 2017 in Lahti belegte sie den 13. Rang im Einzel und den vierten Rang im Mixed-Teamwettbewerb.
In der Saison 2017/18 erreichte Križnar am 1. Dezember 2017 als Zehnte in Lillehammer ihre erste Top-Ten-Platzierung im Weltcup. Zudem belegte sie mit der slowenischen Mannschaft bei den ersten beiden Mannschaftsspringen im Weltcup der Frauen die Plätze fünf in Hinterzarten und zwei in Zaō. Bei den Nordischen Junioren-Skiweltmeisterschaften 2018 im schweizerischen Kandersteg wurde sie sowohl im Einzel als auch mit der slowenischen Mannschaft Junioren-Weltmeisterin. Bei den Olympischen Winterspielen 2018 in Pyeongchang wurde sie im Einzelwettbewerb auf der Normalschanze als Siebte beste Slowenin. Bei der ersten Weltcup-Station nach den Olympischen Winterspielen in Râșnov erzielte sie am 4. März 2018 als Dritte ihre erste Weltcup-Podestplatzierung. Mit 383 Punkten beendete sie die Saison 2017/18 als Zehnte im Gesamtweltcup und erreichte damit ihr bis dato bestes Abschneiden.
Bei den Skiweltmeisterschaften 2019 in Seefeld in Tirol wurde sie im Einzelspringen Siebte und belegte mit der slowenischen Frauen- und der Mixed-Mannschaft jeweils den vierten Platz. Bei den slowenischen Meisterschaften 2020 in Planica gewann Križnar den Meistertitel.
Križnar siegte 2019 und 2020 im Grand Prix. Am 5. Februar 2021 gewann sie auf der Aigner-Schanze im österreichischen Hinzenbach erstmals ein Weltcupspringen. In der Saison 2020/21 gewann sie als erste Slowenin den Gesamtweltcup.
Bei den Olympischen Winterspielen 2022 in Peking gewann sie zusammen mit Timi Zajc, Urša Bogataj und Peter Prevc Gold im Mixed-Team-Wettbewerb und Bronze im Einzelwettbewerb.
Bei den Europaspielen 2023 gewann Križnar die Goldmedaille auf der Großschanze sowie gemeinsam mit Nika Prevc, Timi Zajc und Anže Lanišek die Bronzemedaille im Mixed-Team.
2024 heiratete sie ihren Freund Aljaž Vodan und nahm seinen Nachnamen an.
Wegen Knieproblemen musste sie die Saison 2024/25 vorzeitig beenden.

## Auszeichnungen
- 2017 – 3. Rang beim Piotr-Nurowski-Preis[6]

## Erfolge

### Weltcupsiege im Einzel
| Nr. | Datum             | Ort        | Typ           |
| --- | ----------------- | ---------- | ------------- |
| 1.  | 5. Februar 2021   | Hinzenbach | Normalschanze |
| 2.  | 18. Februar 2021  | Râșnov     | Normalschanze |
| 3.  | 31. Dezember 2021 | Ljubno     | Normalschanze |
| 4.  | 30. Januar 2022   | Willingen  | Großschanze   |
| 5.  | 27. Februar 2022  | Hinzenbach | Normalschanze |
| 6.  | 1. März 2024      | Lahti      | Großschanze   |

### Weltcupsiege im Team
| Nr. | Datum           | Ort      | Typ                      |
| --- | --------------- | -------- | ------------------------ |
| 1.  | 23. Januar 2021 | Ljubno   | Normalschanze            |
| 2.  | 4. März 2022    | Oslo     | Großschanze Mixed        |
| 3.  | 20. Januar 2024 | Yamagata | Normalschanze Super Team |

### Grand-Prix-Siege im Einzel
| Nr. | Datum              | Ort                    | Typ           |
| --- | ------------------ | ---------------------- | ------------- |
| 1.  | 18. August 2019    | Frenštát pod Radhoštěm | Normalschanze |
| 2.  | 15. August 2020    | Frenštát pod Radhoštěm | Normalschanze |
| 3.  | 24. Juli 2022      | Wisła                  | Großschanze   |
| 4.  | 29. Juli 2023      | Courchevel             | Großschanze   |
| 5.  | 30. Juli 2023      | Courchevel             | Großschanze   |
| 6.  | 5. August 2023     | Szczyrk                | Normalschanze |
| 7.  | 6. August 2023     | Szczyrk                | Normalschanze |
| 8.  | 23. September 2023 | Râșnov                 | Normalschanze |
| 9.  | 24. September 2023 | Râșnov                 | Normalschanze |

## Statistik

### Weltcup-Platzierungen
| Saison  | Platz | Punkte |
| ------- | ----- | ------ |
| 2015/16 | 36.   | 0040   |
| 2016/17 | 33.   | 0074   |
| 2017/18 | 10.   | 0383   |
| 2018/19 | 05.   | 0826   |
| 2019/20 | 07.   | 0497   |
| 2020/21 | 01.   | 0871   |
| 2021/22 | 02.   | 1191   |
| 2022/23 | 09.   | 0741   |
| 2023/24 | 06.   | 0893   |

### Grand-Prix-Platzierungen
| Saison | Platz | Punkte |
| ------ | ----- | ------ |
| 2016   | 25.   | 0022   |
| 2017   | 31.   | 0020   |
| 2018   | 18.   | 0065   |
| 2019   | 01.   | 0200   |
| 2020   | 01.   | 0100   |
| 2021   | 05.   | 0236   |
| 2022   | 02.   | 0240   |
| 2023   | 01.   | 0680   |

### Continental-Cup-Platzierungen
| Saison  | Platz | Punkte |
| ------- | ----- | ------ |
| 2015/16 | 48.   | 016    |
| 2016/17 | 26.   | 052    |

### FIS-Cup-Platzierungen
| Saison  | Platz | Punkte |
| ------- | ----- | ------ |
| 2015/16 | 08.   | 176    |
| 2016/17 | 49.   | 057    |
| 2017/18 | 01.   | 580    |
| 2018/19 | 32.   | 089    |
| 2019/20 | 19.   | 180    |
| 2021/22 | 56.   | 100    |

### Schanzenrekorde
| Ort     | Land       | Weite              | aufgestellt am    | Rekord bis |
| ------- | ---------- | ------------------ | ----------------- | ---------- |
| Villach | Österreich | 100,5 m (HS: 98 m) | 24. Februar 2018  | aktuell    |
| Ramsau  | Österreich | 96,0 m (HS: 98 m)  | 17. Dezember 2021 | aktuell    |